# Trididemnum savignii
Trididemnum savignii är en sjöpungsart som först beskrevs av William Abbott Herdman 1886.  Trididemnum savignii ingår i släktet Trididemnum och familjen Didemnidae. Inga underarter finns listade i Catalogue of Life.